# Takuma Nishimura
Takuma Nishimura (西村 拓真 Nishimura Takuma?, Nagoya, Aichi, 22 de octubre de 1996) es un futbolista japonés que juega como delantero en el F. C. Machida Zelvia de la J1 League.

## Trayectoria

### Clubes
| Club                        | País     | Año       |
| --------------------------- | -------- | --------- |
| Vegalta Sendai              | Japón    | 2015-2018 |
| J. League sub-22            | Japón    | 2015      |
| P. F. C. CSKA Moscú         | Rusia    | 2018-2021 |
| Portimonense S. C. (cedido) | Portugal | 2020      |
| Vegalta Sendai (cedido)     | Japón    | 2020      |
| Vegalta Sendai              | Japón    | 2021      |
| Yokohama F. Marinos         | Japón    | 2022-2024 |
| Servette F. C. (cedido)     | Suiza    | 2024      |
| F. C. Machida Zelvia        | Japón    | 2025-     |

## Palmarés

### Títulos nacionales
| Título             | Club                | País  | Año  |
| ------------------ | ------------------- | ----- | ---- |
| J1 League          | Yokohama F. Marinos | Japón | 2022 |
| Supercopa de Japón | Yokohama F. Marinos | Japón | 2023 |
| Copa de Suiza      | Servette F. C.      | Suiza | 2024 |

### Títulos internacionales
| Título                                | Club (*)           | País  | Año  |
| ------------------------------------- | ------------------ | ----- | ---- |
| Campeonato de Fútbol de Asia Oriental | Selección de Japón | Japón | 2022 |

(*) Incluyendo la selección.

### Distinciones individuales
| Distinción                              | Año  |
| --------------------------------------- | ---- |
| Premio Nuevo Héroe de la Copa J. League | 2017 |